# Hajji Tu
Pour les articles homonymes, voir Hajji.
 (juin 2018).
Hajji Tu (en persan : حاجي تو romanisé en Ḩājjī Tū, Haji Trop et en Ḩājītū) est un village de la province de Hamedan en Iran. Lors du recensement de 2006, sa population était de 523 habitants pour 146 familles.